# Maximilien III Joseph
Pour les articles homonymes, voir Maximilien.
Maximilien III Joseph (28 mars 1727 - 30 décembre 1777) est Prince-Électeur de Bavière de 1745 à 1777.

## Biographie
Né à Munich, Maximilien est le fils ainé de Charles VII du Saint-Empire et de son épouse Marie-Amélie d'Autriche. Ses grands-parents maternels sont l'Empereur Joseph Ier du Saint-Empire et Wilhelmine de Brunswick-Lünebourg.

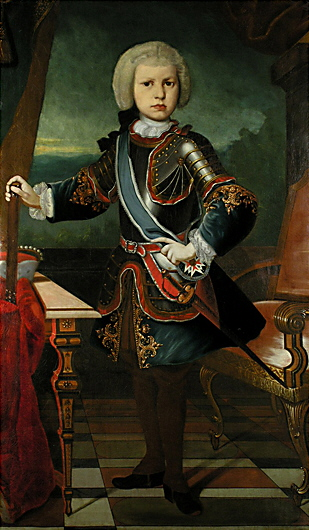
Maximilien Joseph en prince héritier.

À la mort de son père qui avait élu empereur en 1742 avec la soutien armé de la France, il hérite à 18 ans d'un pays sur le point d'être envahi par les armées autrichiennes lors de la guerre de Succession d'Autriche. Maximilien III abandonne sagement les prétentions impériales de son prédécesseur et fait la paix avec sa puissante voisine, Marie-Thérèse d'Autriche lors du traité de Füssen dans lequel il s'engage à soutenir la candidature de son époux, François-Étienne de Lorraine lors de l'élection au trône du Saint-Empire romain germanique.
Maximilien III Joseph est un monarque exemplaire du despotisme éclairé qui s'est efforcé de faire le bien de son pays. En 1747, à Nymphenburg, il crée la manufacture de porcelaine de Nymphenburg. La première institution scientifique de Bavière, l’Académie bavaroise des sciences, est fondée en 1759 par Maximilien III.
C'est également lui qui commande, en 1751, à François de Cuvilliés la construction de la splendide salle de spectacle rococo le Théâtre Cuvilliés dans la Résidence de Munich. En 1756, il promulgue le Codex Maximilianeus Bavaricus Civilis. 

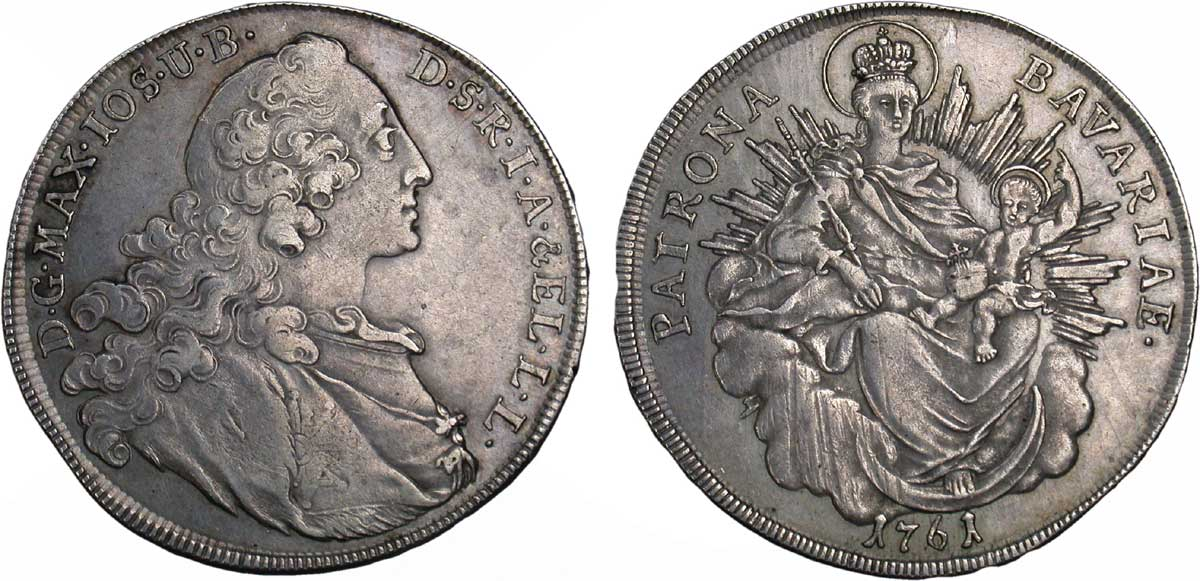
Thaler du duché de Bavière à l'effigie de Maximilien III Joseph, 1761

La crise frumentaire de 1770 le voit vendre les joyaux de la couronne pour payer des cargaisons de grain. Cette même année, il impose des lois somptuaires pour limiter l'extravagance et la pompe de l'Église catholique romaine, portant par là même un coup d'arrêt à la foisonnante architecture baroque en Bavière. En 1771, le prince-électeur édicte des lois sur l'éducation des enfants.
Wolfgang Amadeus Mozart est reçu à Munich par Maximilien III Joseph qui est, en bon prince allemand, amateur éclairé de musique et compose même à ses heures perdues mais la frugalité du budget des menus-plaisirs fait qu'aucune position n'est offerte au compositeur.
En décembre 1777, Maximilien III Joseph meurt de la variole sans laisser d'héritier. Il est le dernier mâle de la branche cadette de la maison de Wittelsbach qui descend de Louis IV du Saint-Empire et qui a régné sur la Bavière sans discontinuer depuis le XIVe siècle. Sa mort provoque une courte guerre de Succession de Bavière. Son épouse, Marie-Anne-Sophie de Saxe (1728-1797), négocie alors avec la Prusse protestante pour garantir l'indépendance de la Bavière contre les visées des Habsbourg d'Autriche, les puissants voisins catholique. En fin de compte, c'est un très lointain cousin, issu de la branche ainée de la Maison de Wittelsbach, l’électeur palatin Charles Théodore de Bavière qui est appelé à lui succéder.
Maximilien III Joseph est enterré dans la crypte de l'église des Théatins à Munich.